# Ward (Caroline du Sud)
Pour les articles homonymes, voir Ward.
Ward est une ville située dans le comté de Saluda, dans l’État de Caroline du Sud, aux États-Unis. Lors du recensement de 2020, elle comptait 119 habitants.